# Platycleis tymphiensis
Platycleis tymphiensis är en insektsart som beskrevs av Willemse, F.M.H. 1973. Platycleis tymphiensis ingår i släktet Platycleis och familjen vårtbitare. Inga underarter finns listade i Catalogue of Life.